# Nicolò Napoli
Nicolò Napoli (n. 7 februarie 1962, Palermo, Italia) este un antrenor italian de fotbal care ultima dată a ocupat funcția de director tehnic la echipa FCU Craiova, în vremea aceea în SuperLiga României. Și-a petrecut mare parte a carierei de antrenor în România, unde a mai pregătit echipele FC Brașov, Astra Ploiești, CS Turnu Severin și FC Politehnica Iași.

## Cariera

### Jucător
Crescut la centrul de copii și juniori de la Palermo, a trecut apoi la școala de fotbal a lui Tommaso Natale, iar ulterior la clubul Messina. Mai târziu a jucat la Cavese și apoi la Benevento, înainte de a reveni la Messina unde a rămas trei sezoane. În 1987 a fost angajat de Juventus Torino. A rămas patru sezoane la Juventus, adunând 94 de apariții oficiale cu 6 goluri, dintre care cel mai important a fost marcat pe 28 ianuarie 1990 pe Stadionul Municipal din Torino împotriva lui Inter, meci câștigat cu acel gol de către Juventus. Alături de Juventus, Napoli a câștigat o Cupă a Italiei și o Cupă UEFA în sezonul 1989-1990.
În 1991 a fost vândut la Cagliari, unde a rămas până în 1996, când a mers în Serie B la Reggina. Ultima parte a carierei sale de fotbalist a fost petrecută în Sardinia, unde a fost unul dintre cei mai buni jucători ai lui Cagliari în campionatul Serie C2 1997-1998.
În sezonul 1998-1999 a jucat în sistemul fotbal-în-5 pentru Cagliari, în Serie A.

### Antrenor
A absolvit școala de antrenori de la Coverciano. A antrenat mai multe echipe din Italia. A venit în România în 2003 când a antrenat-o pe FC Universitatea Craiova. În 2009 a fost numit antrenor principal la FC Brașov. După câteva zile a fost demis de la FC Brașov, dar în august 2009 a preluat pe FC Astra Ploiești, și în anul 2017, după înființarea noii societăți a lui Adrian Mititelu a antrenat FC U Craiova 1948.
În vara lui 2018 a fost chemat de FCU Craiova, club care fusese desființat în 2013, dar revenise din diviziile inferioare și ajunsese în Liga a III-a. După o promovare în Liga a II-a este demis în octombrie 2020. Anul următor preia Politehnica Iași, dar nu este confirmat la finalul sezonului care se încheie cu retrogradare. În martie 2021, a revenit la Politehnica Iași, echipă pe care o mai antrenase în perioada 2014-2016 când i-a condus pe alb-albaștri în dubla din preliminariile UEFA Europa League contra croaților de la Hajduk Split. După retrogradarea în Liga II, în mai 2021, Napoli a părăsit clubul ieșean.
În ianuarie 2022 preia banca FCU Craiova promovată între timp în prima ligă. La finalul sezonului, Napoli pleacă încă o dată din Craiova din lipsă de înțelegere cu clubul. A revenit la FC U Craiova în noiembrie 2022 și a semnat un contract cu gruparea alb-albastră până în vara anului 2023. FCU Craiova a încheiat pe locul 7 în play-out și a jucat barajul pentru Conference League, contra lui CFR Cluj, ocupanta locului 3. Clujenii au câștigat cu 1-0 după prelungiri, iar Napoli s-a despărțit din nou de U.Craiova, punând capăt celui de-al nouălea mandat la echipa olteană. În martie 2024 a început al zecelea mandat de antrenor al echipei FCU Craiova.

## Palmares

### Jucător

#### Competiții naționale
- Cupa Italiei : 1

Juventus: 1989-1990
- Campionatul italian Serie C1 : 1

Messina: 1985-1986 (grupa B)
- Campionatul italian Serie C2 : 1

Messina: 1982-1983 (grupa D)

#### Competiții internaționale
- Cupa UEFA : 1

Juventus: 1989-1990